# Iwan Basylejew
Iwan Wiktorowitsch Basylejew (russisch Иван Викторович Базылеев; * 1. März 1984 in Ust-Kamenogorsk, Kasachische SSR) ist ein kasachischer Eishockeytorwart, der seit 2010 beim HK Ertis Pawlodar in der kasachischen Meisterschaft unter Vertrag steht.

## Karriere
Iwan Basylejew begann seine Karriere als Eishockeyspieler bei Metallurg Nowokusnezk, für dessen zweite Mannschaft er von 2002 bis 2004 in der dritten russischen Spielklasse, der Perwaja Liga, aktiv war. Zu Beginn der Saison 2004/05 stand der Torwart in zwei Spielen für die Profimannschaft von Metallurg in der russischen Superliga zwischen den Pfosten, verbrachte jedoch den Großteil der Spielzeit bei Kristall Saratow in der Wysschaja Liga, der zweiten russischen Spielklasse. Anschließend kehrte er für ein Jahr nach Nowokusnezk zurück, ehe er von 2006 bis 2008 für Kaszink-Torpedo Ust-Kamenogorsk aus seiner Heimatstadt in der Wysschaja Liga spielte. In der Saison 2006/07 bestritt er zudem parallel einige Spiele für die Mannschaft in der kasachischen Eishockeymeisterschaft.
Von 2008 bis 2010 lief Basylejew jeweils ein Jahr lang für die Wysschaja Liga-Teilnehmer Disel Pensa und Kaszink-Torpedo Ust-Kamenogorsk auf, wobei er für Letzteren erneut parallel in der kasachischen Meisterschaft antrat. Die Saison 2010/11 begann er bei Jermak Angarsk in der neu gegründeten Wysschaja Hockey-Liga und beendete sie beim HK Ertis Pawlodar in Kasachstan, wo er seither spielt.

### International
Für Kasachstan nahm Basylejew an der U18-Junioren-B-Weltmeisterschaft 2001 sowie der U20-Junioren-B-Weltmeisterschaft 2004 teil.